# Chłoniaki żołądka

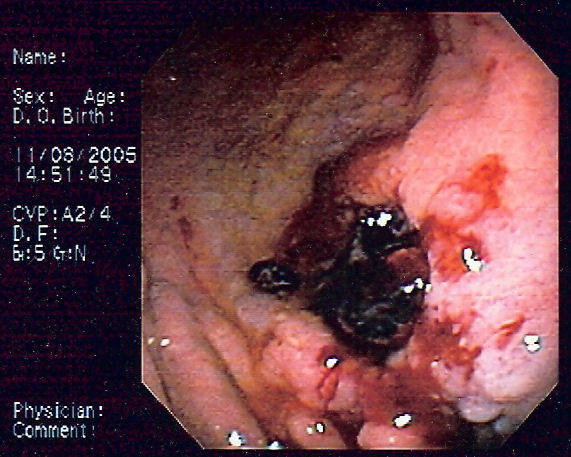
Obraz gastroskopowy chłoniaka MALT żołądka

Pierwotne chłoniaki żołądka (łac. lymphoma ventriculi) – rzadkie guzy, stanowiące około 2% wszystkich chłoniaków i 15% nowotworów żołądka. Żołądek jest najczęstszą lokalizacją chłoniaków w przewodzie pokarmowym i bardzo częstym miejscem lokalizacji pozawęzłowej chłoniaków.

## Leczenie
Chłoniak MALT ograniczony do ścian żołądka leczony jest z wyboru przez eradykację zakażenia Helicobacter pylori.
Inne niż MALT typy chłoniaków, uogólnienie choroby lub brak skuteczności leczenia eradykacją są wskazaniem do leczenia operacyjnego i (lub) chemioterapii.